# Copa Paulista de Futebol Feminino de 2023
A Copa Paulista Feminino de 2023 foi a quinta edição deste evento esportivo, um torneio estadual de futebol feminino organizado pela Federação Paulista de Futebol (FPF).
O torneio compreendeu duas fases eliminatórias distintas e contou com a participação de AD Taubaté, Ferroviária, São José e Red Bull Bragantino, ocorrendo no período de 17 de outubro a 11 de novembro.
O título da edição foi conquistado pela Ferroviária, que venceu a decisão nos pênaltis contra o Red Bull Bragantino.

## Formato e participantes
A Copa Paulista de 2023 desenvolveu-se através de duas fases eliminatórias distintas, ambas incorporadas a um sistema de chaveamento predefinido, onde os vencedores dos confrontos progrediam para a decisão. A designação dos participantes foi determinada conforme suas posições no Campeonato Paulista daquele ano.

## Resumo
Após a conclusão da primeira fase do Campeonato Paulista, os clubes AD Taubaté, Ferroviária, Red Bull Bragantino e São José foram os qualificados para participar da quinta edição da Copa Paulista. O primeiro jogo entre São José e Ferroviária encerrou-se sem gols, ao passo que o Bragantino venceu a AD Taubaté por 4 a 2.
Nos jogos de volta, a Ferroviária assegurou a primeira vaga ao vencer o São José por 3 a 0. O adversário foi determinado um dia depois, quando o Bragantino novamente triunfou sobre a AD Taubaté, desta vez por 4 a 0.
Em 5 de novembro, os vencedores protagonizaram o primeiro jogo da final em Santana do Parnaíba. O embate foi caracterizado pelo equilíbrio, com o Red Bull Bragantino marcando nos acréscimos do primeiro tempo e a Ferroviária conseguindo o empate nos acréscimos do segundo tempo. Na semana seguinte, os clubes novamente se enfrentaram pela finalíssima do torneio, realizada no estádio da Fonte Luminosa, em Araraquara. O jogo seguiu uma narrativa semelhante ao primeiro, com o Bragantino abrindo o placar no primeiro tempo e sofrendo o empate na etapa complementar. Nas cobranças de pênaltis, a goleira Luciana desempenhou um papel fundamental ao defender uma cobrança, e a Ferroviária emergiu como vitoriosa no confronto.

## Resultados
|  | Semifinais          | Semifinais       | Semifinais | Semifinais |       |                     | Final | Final | Final | Final |
|  |                     |                  |            |            |       |                     |       |       |       |       |
|  | AD Taubaté          | 2                | 0          | 2          |       |                     |       |       |       |       |
|  | Red Bull Bragantino | 4                | 4          | 8          |       |                     |       |       |       |       |
|  | Red Bull Bragantino | 4                | 4          | 8          |       | Red Bull Bragantino | 1     | 1     | 2 (1) |       |
|  |                     |                  |            |            |       | Red Bull Bragantino | 1     | 1     | 2 (1) |       |
|  |                     | Ferroviária (p.) | 1          | 1          | 2 (3) |                     |       |       |       |       |
|  | São José-SP         | Ferroviária (p.) | 1          | 1          | 2 (3) | 0                   | 0     | 0     |       |       |
|  | São José-SP         |                  |            |            |       | 0                   | 0     | 0     |       |       |
|  | Ferroviária         | 0                | 3          | 3          |       |                     |       |       |       |       |

- As equipes que estão na parte superior do confronto possuem o mando de campo no primeiro jogo e em negrito as equipes classificadas.

### Gerais
- «Regulamento do Campeonato Paulista de Futebol Feminino de 2023» (PDF). Federação Paulista de Futebol. Consultado em 13 de janeiro de 2024. Cópia arquivada (PDF) em 14 de janeiro de 2024

### Específicas
1. ↑  «Semifinais da competição têm datas, horários e locais definidos; confira». Federação Paulista de Futebol. 4 de outubro de 2023. Consultado em 13 de janeiro de 2024. Cópia arquivada em 14 de janeiro de 2024
2. ↑  «COPA PAULISTA FEMININA: RB BRAGANTINO SAI NA FRENTE E FERROVIÁRIA DEIXA TUDO PARA O JOGO DE VOLTA». OneFootball. 20 de outubro de 2023. Consultado em 13 de janeiro de 2024. Cópia arquivada em 14 de janeiro de 2024
3. ↑  «Na outra semifinal, Red Bull Bragantino e Taubaté decidem que irá ficar com a vaga na final». Futebol Interior. 22 de outubro de 2023. Consultado em 13 de janeiro de 2024. Cópia arquivada em 31 de outubro de 2023
4. ↑  «Bragantinas goleiam o AD Taubaté e avançam à final da Copa Paulista Feminina». Terra. 23 de outubro de 2023. Consultado em 13 de janeiro de 2024. Cópia arquivada em 28 de outubro de 2023
5. ↑  «Bragantino e Ferroviária empatam por 1 a 1 pela primeira partida da final Copa Paulista Feminina». ge. 5 de novembro de 2023. Consultado em 13 de janeiro de 2024. Cópia arquivada em 14 de janeiro de 2024
6. ↑  «Ferroviária vence Bragantino nos pênaltis e é campeã da Copa Paulista Feminina». ge. 11 de novembro de 2023. Consultado em 13 de janeiro de 2024. Cópia arquivada em 13 de novembro de 2023
7. ↑  Carlos André (11 de novembro de 2023). «Guerreiras Grenás são campeãs da Copa Paulista». Portal Morada. Consultado em 13 de janeiro de 2024. Cópia arquivada em 13 de novembro de 2023